# Самарис, Андреас
Андре́ас Са́марис (греч. Ανδρέας Σάμαρης; 13 июня 1989, Патры, Греция) — греческий футболист, центральный полузащитник португальского клуба «Риу Аве».
Выступал за сборную Греции.

## Клубная карьера
Сделал свои первые шаги в футболе в раннем возрасте в команде из своего родного города ПАО Варда. Начал карьеру в команде «Панахаики» из Лиги 2 в 2006 году, в котором в общей сложности сыграл в 37 матчах и забил 3 гола за клуб. 10 апреля 2007 подписал первый профессиональный контракт с «Панахаики». 11 января 2010 года перешёл в «Паниониос».
Он присоединился к «Олимпиакосу» в августе 2012 года за трансферную стоимость в размере 350 тысяч евро, но был отдан в аренду «Паниониосу» на сезон 2012/13. Забил свой первый гол за новый клуб 23 ноября 2013 в победном матче на выезде с «Пантракикосом», закончившемся со счётом 4:1.

## Карьера в сборной
Выступал за сборную Греции до 19 лет. Дебютировал в квалификации на чемпионат Европы среди юношей до 19 лет 2008 года против Сборной Франции до 19 лет. В октябре 2013 года был приглашен Фернанду Сантушем в состав сборной Греции по футболу и дебютировал в домашней игре против Лихтенштейна. Исключительный сезон Самариса с Олимпиакосом стал поводом не только для его включения Фернанду Сантушем в предварительную заявку из 30 человек на Чемпионат мира, но и в окончательную заявку из 23 человек на Чемпионат мира по футболу 2014.

## Достижения
«Олимпиакос»
- Чемпион Греции: 2013/14

«Бенфика»
- Чемпион Португалии (4): 2014/15, 2015/16, 2016/17, 2018/19
- Обладатель Кубка Португалии: 2016/17
- Обладатель Кубка португальской лиги (2): 2014/15, 2015/16
- Обладатель Суперкубка Португалии (3): 2016, 2017, 2019

## Статистика
На 31 декабря 2016 года
| Клубные данные | Клубные данные | Клубные данные | Лига | Лига | Кубок        | Кубок        | Еврокубки | Еврокубки | Итого | Итого |
| Сезон          | Клуб           | Лига           | Игры | Голы | Игры         | Голы         | Игры      | Голы      | Игры  | Голы  |
| Греция         | Греция         | Греция         | Лига | Лига | Кубок Греции | Кубок Греции | Еврокубки | Еврокубки | Итого | Итого |
| -------------- | -------------- | -------------- | ---- | ---- | ------------ | ------------ | --------- | --------- | ----- | ----- |
| 2006/07        | Панахаики      | Гамма Этники   | 4    | 0    | 0            | 0            | -         | -         | 4     | 0     |
| 2007/08        | Панахаики      | Гамма Этники   | 19   | 3    | 0            | 0            | -         | -         | 19    | 3     |
| 2008/09        | Панахаики      | Гамма Этники   | 14   | 0    | 0            | 0            | -         | -         | 14    | 0     |
| 2009/10        | Панахаики      | Гамма Этники   | 0    | 0    | 1            | 0            | -         | -         | 1     | 0     |
| 2009/10        | Паниониос      | Суперлига      | 2    | 0    | 0            | 0            | -         | -         | 2     | 0     |
| 2010/11        | Паниониос      | Суперлига      | 20   | 1    | 0            | 0            | -         | -         | 20    | 1     |
| 2011/12        | Паниониос      | Суперлига      | 27   | 0    | 3            | 0            | -         | -         | 30    | 0     |
| 2012/13        | Паниониос      | Суперлига      | 21   | 5    | 1            | 0            | -         | -         | 22    | 5     |
| 2013/14        | Олимпиакос     | Суперлига      | 28   | 4    | 4            | 0            | 6         | 0         | 38    | 4     |
| 2014/15        | Бенфика        | Премьер-лига   | 28   | 0    | 1            | 0            | 5         | 0         | 37    | 0     |
| 2015/16        | Бенфика        | Премьер-лига   | 27   | 2    | 1            | 0            | 7         | 0         | 40    | 2     |
| 2016/17        | Бенфика        | Премьер-лига   | 6    | 0    | 4            | 0            | 3         | 0         | 13    | 0     |
| Итого          | Итого          | Итого          | 190  | 15   | 11           | 0            | 18        | 0         | 227   | 15    |